# Literatura del Romanticismo en Inglaterra

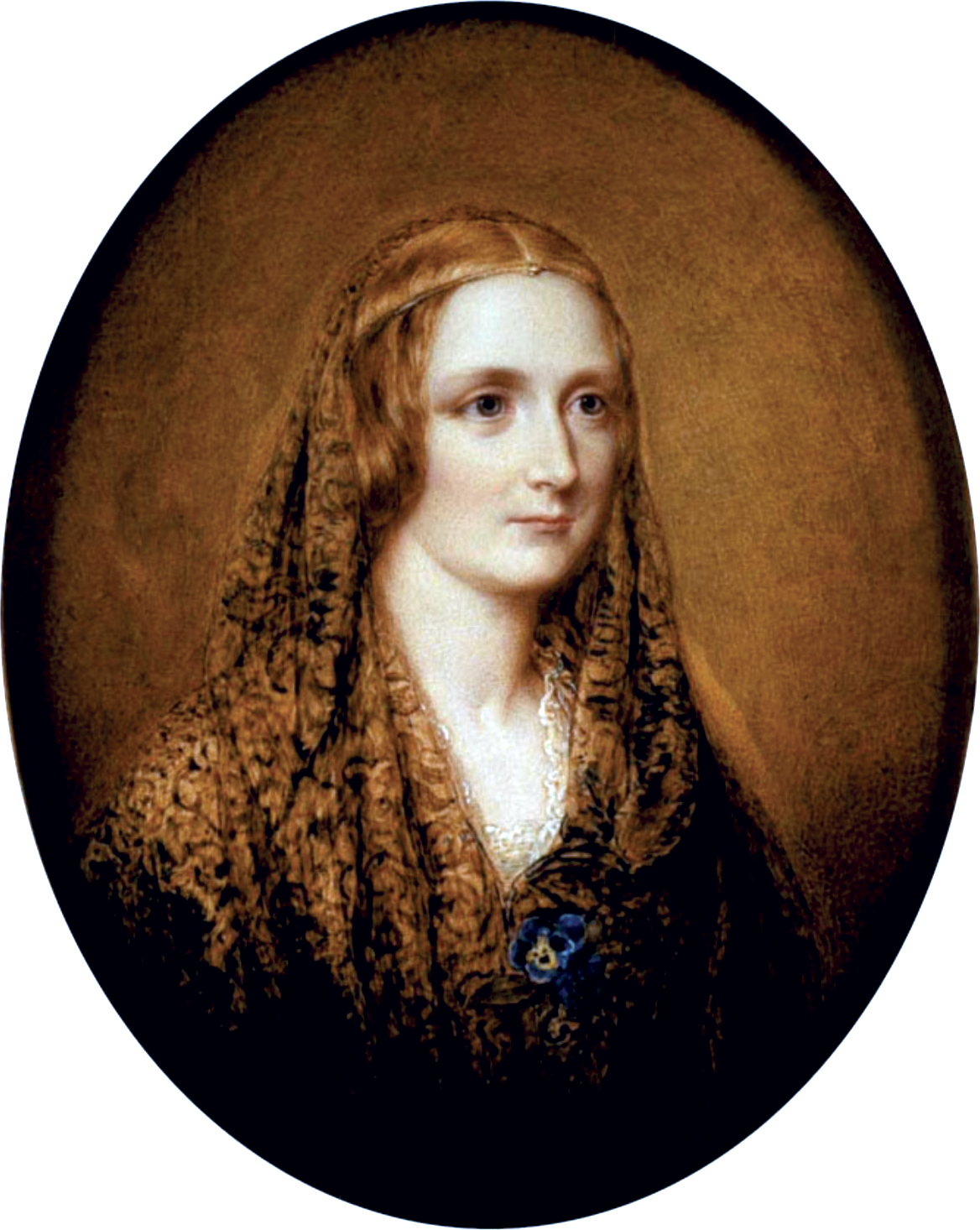
Mary Shelley creó en su novela Frankenstein (1818) una de las obras clave del romanticismo.

Inglaterra es, junto con Alemania, la cuna del Romanticismo. Con una fuerte tradición prerromántica, la literatura inglesa de la primera mitad del siglo XIX se caracteriza por sus grandes poetas, el desarrollo de la novela histórica y el inicio de la novela gótica o de terror.

## Precursores

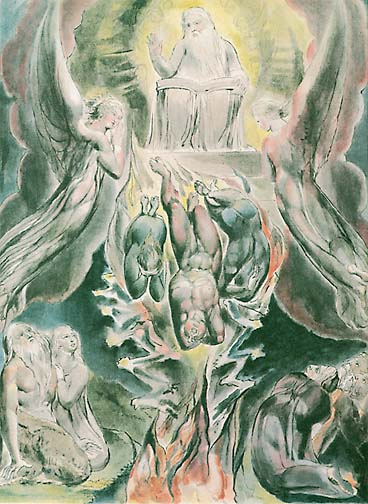
El ángel caído, de William Blake.

En el siglo XVIII varios literatos anticipan el Romanticismo. James Thomson muestra en su lírica el paisaje como reflejo de las emociones del poeta. Edward Young escribe Pensamientos nocturnos, un poema que introduce el típico ambiente nocturno y terrorífico característico de muchas de las obras románticas. Thomas Gray, en su Elegía escrita en un cementerio de aldea localiza en un camposanto el asunto de esta poesía que tanto influirá en la ambientación de esta literatura. Sin embargo, la gran figura que anuncia el estilo fue William Blake, pintor y poeta de un simbolismo muy personal y creador de imágenes oníricas de resonancias bíblicas que preludian las inquietudes de románticos posteriores. Sus visiones se alejan del neoclasicismo imperante en su tiempo y su experimentación formal en la rima y el ritmo poéticos está en la línea de la originalidad creadora buscada por todos los autores de este movimiento. Canciones de la inocencia y Canciones de la experiencia reflejan no solo los ideales del hombre, sino la desilusión provocada por la evolución de la Revolución francesa. Denuncia en estos poemarios el egoísmo humano, lo perjudicial de las instituciones sociales y la indiferencia del mundo ante el sufrimiento del individuo.
Sin embargo, el inicio del romanticismo inglés puede fecharse en 1798, año de la publicación anónima de Baladas líricas, con otros pocos poemas, en realidad escrito por William Wordsworth y Samuel Taylor Coleridge. En él se utilizaba por primera vez un lenguaje común para la expresión poética y se daba cuenta de la belleza de la naturaleza como evasión del mundo burgués e industrializado. Esta obra se considera el arranque de la literatura romántica anglosajona.

## La nueva poesía del Romanticismo
Los escritores ingleses de principios del XIX manifiestan la rebeldía propia del Romanticismo de dos maneras.
- A través del rechazo de la sociedad burguesa e industrializada, para evadirse en el paisaje rural, el pasado histórico o países exóticos.
- A través de un nuevo lenguaje literario basado en el sentimiento y lo irracional, la subjetividad y la libertad del artista frente a toda regla.

El romanticismo inglés inicia en 1798 con las Baladas líricas, compuestas por dos autores: William Wordsworth (1770-1850) y Samuel Coleridge (1772-1834). El prólogo de esta obra está considerado como el manifiesto del Romanticismo inglés. Sus poesías, de lenguaje sencillo, reflejan el misterio y la emoción de la naturaleza. Además de esta obra conjunta, Wordsworth es autor de El preludio, y Coleridge de La balada del viejo marinero.
|  |  |

## Grandes poetas
El Romanticismo inglés alcanza su máximo esplendor con Lord Byron, Shelley y Keats. Los tres coronaron con prematuras muertes, lejos de Inglaterra, sus atormentadas y errantes vidas, ejemplos también de existencias románticas.
- Lord Byron (1788-1824) logró una enorme fama en su tiempo, en parte por su escandalosa existencia, en parte por sus extensas obras. Sus primeras composiciones poéticas son plenamente románticas, como Las peregrinaciones de Childe Harold, que narra los viajes del melancólico protagonista por el sur de Europa, o El corsario, leyenda en verso con héroe individualista y rebelde.

Su obra maestra es el extenso e incompleto Don Juan, sobre el famoso seductor. Byron también escribió obras de texto: la tragedia Manfredo y los dramas Marino Faliero y Los dos Foscari.
- Percy Bysshe Shelley (1792-1822), amigo y compañero de viajes de Lord Byron, abandonó a su esposa y a su patria para recorrer Europa y murió ahogado en un naufragio. En su obra plasmó un gran idealismo, matizado por una profunda melancolía. Escribió extensas obras entre dramáticas y poéticas, como Prometeo liberado, en la que expresa su fe en la humanidad, o La reina Mab. Sus poemas líricos, más breves, como la Oda al viento al Oeste, destacan por su musicalidad y abundantes metáforas. También compuso una elegía, Adonais, inspirada por la muerte de Keats.

- John Keats (1795-1821) escribió largos poemas narrativos, como Endymion, un homenaje a la cultura griega, pero su fama se debe a sus poemas breves, recogidos en los libros  Odas, Sonetos y Lamia y otros poemas. En ellos, destaca la búsqueda y la expresión de la belleza, y la creación de atmósferas sugestivas mediante ricas imágenes. Keats reflexiona sobre la condición humana, el tiempo y el arte, dando rienda suelta a sus sentimientos.

|  |  |  |

## La novela

### Novela gótica
Se considera que El castillo de Otranto (The Castle of Otranto), escrita por Horace Walpole en 1764, inaugura el género de la novela gótica o de terror. A esta obra siguieron otras, como Los misterios de Udolfo de Ann Radcliffe (1794), Las aventuras de Caleb Williams de William Godwin (Londres, 1794) y, sobre todo El Monje de Matthew Lewis (1796), una de las más transgresoras de su género. En esta línea crea Mary Shelley El doctor Frankenstein (1818), que da inicio al género de ciencia ficción.

### Novela histórica

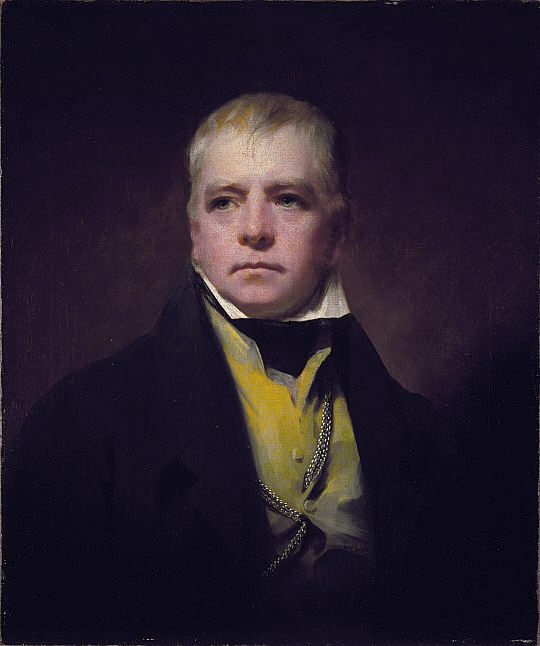
Walter Scott

La narrativa histórica es uno de los géneros románticos preferidos, por la atracción hacia tiempos pasados y el deseo de evasión.
Walter Scott (1771-1832) es su creador. Sus novelas, ambientadas en la Edad Media principalmente, tienen un tono rebelde y nacionalista. Tuvieron gran éxito y fueron imitadas en toda Europa. Sus personajes y héroes no están idealizados, sino que son presentados con realismo en episodios y situaciones de la vida diaria.
De las numerosas novelas que escribió destacan Ivanhoe y Quintin Durward, cuyos protagonistas, muy del gusto romántico, luchan contra la tiranía o la opresión.